# Allenhurst (Georgie)
Allenhurst je město v Liberty County v Georgii v USA. V roce 2011 žilo v Allenhurts 686 obyvatel. Allenhurts patří do statistické oblasti Hinesville-Fort Stewart metropolitan statistical area.

## Demografie
Podle sčítání lidí v roce 2000, žilo ve městě 788 obyvatel, 281 domácností, a 202 rodin. V roce 2011 žilo ve městě 331 mužů (48,3 %), a 355 žen (51,7 %). Průměrný věk obyvatele je 31 let.